# Liste der Bodendenkmäler in Duisburg
Die Liste der Bodendenkmäler in Duisburg enthält die Denkmäler auf dem Stadtgebiet von Duisburg in Nordrhein-Westfalen, die im Teil B der Denkmalliste der Stadt Duisburg eingetragen sind. Grundlage für die Aufnahme der Bodendenkmäler ist das Denkmalschutzgesetz Nordrhein-Westfalen (DSchG NRW).

## Duisburger Bodendenkmäler nach Stadtbezirk
Die Sortierung der im Folgenden aufgeführten Liste mit den 54 eingetragenen Bodendenkmäler erfolgt nach den Stadtbezirken. Innerhalb der Stadtbezirke sind die Bodendenkmäler nach ihrer laufenden Nummer in der Denkmalliste geordnet.
Die Auflistung basiert auf der öffentlich einsehbaren Denkmalkartei, die durch recherchierte Informationen ergänzt wurde. Dabei konnten nicht alle Eintragungen einem Ort zugeschrieben werden. Diese sind mit dem rot markierten Hinweis „unbekannte Lage, nicht lokalisiert!“ gekennzeichnet. Bei großflächigen Denkmälern können in der Spalte Zeile nur die Hauptverkehrswege angegeben sein, darauf wird dann durch die Abkürzung u.w., also und weitere, hingewiesen. Die laufende Nummer ist mit einem Link zur Denkmalkarte der Stadt Duisburg des entsprechenden Eintrags verbunden; eine Öffnung des Link kann einen vorherigen Zugriff der Übersichtsseite der Denkmalliste der Stadt Duisburg benötigen.

### Hamborn
| Bild           | Bezeichnung                          | Lage                           | Beschreibung | Bauzeit | Eingetragen seit | Denkmal- nummer |
| -------------- | ------------------------------------ | ------------------------------ | ------------ | ------- | ---------------- | --------------- |
| weitere Bilder | Kloster und Kirche der Abtei Hamborn | Alt-Hamborn An der Abtei Karte |              | um 900  | 17. Mai 1991     | 14              |

### Homberg/Ruhrort/Baerl
| Bild | Bezeichnung                                                   | Lage                                                  | Beschreibung | Bauzeit                | Eingetragen seit | Denkmal- nummer |
| --- | ------------------------------------------------------------- | ----------------------------------------------------- | --- | ---------------------- | ---------------- | --------------- |
| weitere Bilder | Trajekt Ruhrort–Homberg                                       | Alt-Homberg Rheinanlagen Königstraße Karte            | Hafenanlage der ehemaligen Trajektanstalt Ruhrort–Homberg | 1852–1856              | 15. Januar 1991  | 9               |
| weitere Bilder | Ruhrorter Hafen                                               | Ruhrort Alte Duisburger Straße Karte                  | der erste Hafen Ruhrorts, umfasst heute ungefähr das Gebiet des Werfthafens, des Bunkerhafens und Teile des Vinckekanals | ab 1715–1716           | 12. April 1991   | 10              |
| weitere Bilder | Kasteel Ruhrort                                               | Ruhrort keine Straße Karte                            | [ 1 ] [ 2 ] [ 3 ] | 1373–1380              | 3. Juli 1991     | 27              |
| BW | Mittelalterliche Deichreste                                   | Baerl Leinensteg Karte                                | Reste eines alten, mittelalterlich-frühneuzeitlichen Sommerdeiches am Rhein beim Dorf Binsheim, funktional abgelöst durch einen neuen Deich |                        | 3. Juli 1991     | 29              |
| Eisenbahnhebeturm | Eisenbahnhebeturm                                             | Ruhrort Am Eisenbahnbassin Karte                      | 1971 aufgrund von Baufälligkeit trotz massiver Proteste aus der Bevölkerung abgerissener Hebeturm des Trajekts Ruhrort–Homberg am Ruhrorter Eisenbahnhafen, das Pendant auf der anderen Uferseite in Homberg ist als Bau- und Bodendenkmal erhalten | 1850er Jh.             | 10. Juli 1991    | 33              |
| BW | ehem. Römische Straßenstation                                 | Baerl Rheindeichstraße Karte                          | |                        | 12. Juli 1991    | 34              |
| [[Vorlage:Bilderwunsch/code!/C:51.502275,6.715435!/D:Reste ehemaliger Geschützstellungen aus dem Zweiten Weltkrieg, Hinter dem Neuen Damm Woltershofer Straße!/\|BW]] | Reste ehemaliger Geschützstellungen aus dem Zweiten Weltkrieg | Baerl Hinter dem Neuen Damm Woltershofer Straße Karte | Überreste von vier Geschützstellungen aus dem Zweiten Weltkrieg in den Feldern bei Binsheim zwischen Baerl und Orsoy | zwischen 1939 und 1945 | 9. Oktober 1996  | 47              |
| BW | Römische/mittelalterliche Siedlung Baerl                      | Baerl Schulstraße 4–4a Karte                          | |                        | 9. November 2015 | 54              |

### Meiderich/Beeck
| Bild           | Bezeichnung        | Lage                                                      | Beschreibung | Bauzeit  | Eingetragen seit | Denkmal- nummer |
| -------------- | ------------------ | --------------------------------------------------------- | ------------ | -------- | ---------------- | --------------- |
| weitere Bilder | Burg Hagen         | Obermeiderich Nauheimer Straße Essen-Steeler-Straße Karte |              | 13. Jh.  | 20. August 1990  | 7               |
| weitere Bilder | Oberhof und Kirche | Beeck Friedrich-Ebert-Straße Karte                        |              | um 900 1 | 3. Juli 1991     | 26              |

### Mitte
| Bild | Bezeichnung                                      | Lage | Beschreibung | Bauzeit                     | Eingetragen seit  | Denkmal- nummer |
| --- | ------------------------------------------------ | --- | --- | --------------------------- | ----------------- | --------------- |
| [[Vorlage:Bilderwunsch/code!/C:51.437864,6.81711!/D:Grabhügel / Wallanlage, keine Straße !/\|BW]]                                                  | Grabhügel / Wallanlage                           | Duissern keine Straße Karte                                                                                                  | |                             | 20. August 1990   | 1               |
| Grabhügel | Grabhügel                                        | Neudorf-Süd Sternbuschweg Karte                                                                                              | |                             | 20. August 1990   | 2               |
| BW | Grabhügel Eisenzeit                              | Wanheimerort Lönsweg Karte                                                                                                   | Mehrere Grabhügel der Eisenzeit im Waldgebiet „Zu den Rehwiesen“                                                                     |                             | 20. August 1990   | 3               |
| Siedlungsreste der Bronze- und Eisenzeit | Siedlungsreste der Bronze- und Eisenzeit         | Neudorf-Süd Finkenpfad Karte                                                                                                 | Siedlungsreste der jüngeren Bronze- und älteren Eisenzeit im Bereich der Quelle „Heiliger Brunnen“                                   |                             | 20. August 1990   | 4               |
| [[Vorlage:Bilderwunsch/code!/C:51.44174,6.79856!/D:Abschnittswall vom Kaiserberg bis zur Innenstadt, keine Straße !/\|BW]]                         | Abschnittswall vom Kaiserberg bis zur Innenstadt | Duissern keine Straße Karte                                                                                                  | |                             | 20. August 1990   | 5               |
| weitere Bilder | Alter Steinbruch                                 | Neudorf-Süd Steinbruchweg Dachsweg Karte                                                                                     | der Alte Steinbruch im Duisburger Stadtwald umfasst ein rund 15 Hektar großes Gebiet mit Halden, Wege, Mauern und Teich              |                             | 20. August 1990   | 6               |
| [[Vorlage:Bilderwunsch/code!/C:51.435425,6.761398!/D:Königshof, Burgplatz Salvatorstraße Alter Markt u.w.!/\|BW]]                                  | Königshof                                        | Altstadt Burgplatz Salvatorstraße Alter Markt u.w. Karte                                                                     | ehemaliger frühmittelalterlicher Königshof aus fränkischer und karolingischer Zeit und ottonische Pfalz in der Duisburger Innenstadt | 8. Jh.                      | 10. Dezember 1991 | 11              |
| BW | Alter Markt                                      | Altstadt Alter Markt Karte                                                                                                   | Der Alte Markt war Zentrum der hochmittelalterlichen Stadt Duisburg                                                                  |                             | 10. Dezember 1991 | 12              |
| [[Vorlage:Bilderwunsch/code!/C:51.4316,6.757853!/D:Marientor, Josef-Kiefer-Straße Steinsche Gasse!/\|BW]]                                          | Marientor                                        | Altstadt Josef-Kiefer-Straße Steinsche Gasse Karte                                                                           | [ 7 ] |                             | 27. Juni 1991     | 20              |
| Stapeltor | Stapeltor                                        | Altstadt Stapeltor Karte | |                             | 27. Juni 1991     | 21              |
| Schwanentor | Schwanentor                                      | Altstadt Schwanenstraße Unterstraße Karte                                                                                    | |                             | 27. Juni 1991     | 22              |
| weitere Bilder | Markthalle der mittelalterlichen Stadt           | Altstadt Alter Markt Karte                                                                                                   | Der Alte Markt war Zentrum der hochmittelalterlichen Stadt Duisburg                                                                  |                             | 10. Juli 1991     | 30              |
| | Galeria der mittelalterlichen Stadt              | Altstadt unbekannte Lage, nicht lokalisiert!                                                                                 | |                             | 10. Juli 1991     | 31              |
| [[Vorlage:Bilderwunsch/code!/C:51.433741,6.759914!/D:Straßenräume der westlichen Innenstadt, Beekstraße Steinsche Gasse Universitätsstraße!/\|BW]] | Straßenräume der westlichen Innenstadt           | Altstadt Beekstraße Steinsche Gasse Universitätsstraße Karte                                                                 | |                             | 12. Juli 1991     | 32              |
| weitere Bilder | Fundamentreste der Marienkirche                  | Altstadt Marientor 1 Josef-Kiefer-Straße Karte                                                                               | | 1153–1156                   | 10. Dezember 1991 | 39              |
| weitere Bilder | Fundamentreste der Minoritenkirche               | Altstadt Karmelplatz 9 Brüderstraße Karte                                                                                    | | 1315                        | 10. Dezember 1991 | 40              |
| weitere Bilder | Fundamentreste der Salvatorkirche                | Altstadt Salvatorstraße 22 Karte                                                                                             | | 9. Jh.                      | 10. Dezember 1991 | 41              |
| | Fränkisches Gräberfeld                           | Dellviertel Friedrich-Wilhelm-Straße                                                                                         | |                             | 25. Februar 1992  | 42              |
| [[Vorlage:Bilderwunsch/code!/C:51.434736,6.763644!/D:Siedlung Hofeswüstung, Gutenbergstraße Poststraße Kuhstraße u.w.!/\|BW]]                      | Siedlung Hofeswüstung                            | Altstadt Gutenbergstraße Poststraße Kuhstraße u.w. Karte                                                                     | |                             | 16. Februar 1993  | 43              |
| BW | Grundstück Abteistraße 8-12                      | Altstadt Abteistraße 8, 10, 12 Karte                                                                                         | |                             | 17. Dezember 1993 | 44              |
| weitere Bilder | Mittelalterliche Stadtbefestigung                | Altstadt Am Alten Wehrgang Josef-Kiefer-Straße Obermauerstraße Springwall Steinsche Gasse Unterstraße Untermauerstraße Karte | inklusive der Stadtmauer (Baudenkmal Nr. 58) sowie dem Graben- und Wallsystem                                                        | um 1300                     | 17. November 1999 | 48              |
| BW | Katharinenkloster und Alte Universität           | Altstadt Universitätsstraße Karte                                                                                            | [ 9 ] [ 10 ] | ab 1655                     | 3. Februar 2012   | 52              |
| [[Vorlage:Bilderwunsch/code!/C:51.435792,6.764826!/D:Mercator-Quartier, Poststraße Oberstraße Obermauerstraße Gutenbergstraße!/\|BW]]              | Mercator-Quartier                                | Altstadt Poststraße Oberstraße Obermauerstraße Gutenbergstraße Karte                                                         | [ 11 ] | Frühmittelalter bis Neuzeit | 28. Februar 2012  | 53              |

### Rheinhausen
| Bild                              | Bezeichnung                                                | Lage                                                               | Beschreibung | Bauzeit         | Eingetragen seit   | Denkmal- nummer |
| --------------------------------- | ---------------------------------------------------------- | ------------------------------------------------------------------ | --- | --------------- | ------------------ | --------------- |
| BW                                | Römisches Gräberfeld                                       | Bergheim Römerstraße Karte                                         | |                 | 15. Januar 1991    | 8               |
| weitere Bilder                    | Werthschenhof                                              | Friemersheim Am Damm 2 Karte                                       | ehemalige Wasserburg von Friemersheim, ursprünglich um 1200 erbaut, 1487 durch ein Jagdschloss ersetzt, erhalten ist der achteckige Schlossturm des heutigen Bauernhofes                                                                                    | um 1200         | 25. Juni 1991      | 15              |
| Werdener Abteihof                 | Werdener Abteihof                                          | Bergheim Winkelhauser Str. 29 Karte                                | Gutshof, früher Kloster, in dem der Abt von Werden wohnte, wenn er nach Asterlagen kam. Erste Erwähnung um 900. Das Bild zeigt die Hofanlage um 1900. Hier ist das Gebäude bereits als Stallung umgebaut. Als Hühnertränke diente das ehemalige Taufbecken. | 11. Jh.         | 25. Juni 1991      | 16              |
| weitere Bilder                    | Friemersheimer Pfarrkirche: Fundamente von Vorgängerbauten | Friemersheim Friemersheimer Straße 6 Karte                         | Fundamentreste ehemaliger Kirchenvorgängerbauten der Evangelischen Dorfkirche des Dorfes Friemersheim | 1147 1          | 25. Juni 1991      | 17              |
| weitere Bilder                    | Christuskirche: Fundamente von Vorgängerbauten             | Hochemmerich Friedensstraße 3A Karte                               | Fundamentreste ehemaliger Kirchenvorgängerbauten, ältester ein Holzbau aus dem 8. Jahrhundert, der heutigen evangelischen Christuskirche, im Stadtkern Hochemmerichs                                                                                        | 8. Jh.          | 25. Juni 1991      | 18              |
| BW                                | Kleinkastell Werthausen                                    | Hochemmerich Grüner Weg Karte                                      | | um 85 n. Chr. 1 | 12. Juli 1991      | 36              |
| BW                                | Vicus Asciburgium                                          | Bergheim Burgfeld Karte                                            | südlich gelegenes Lagerdorf, heute auf dem Stadtgebiet von Moers (Denkmalnr. 117) und Duisburg, des römischen Kastells Asciburgium | ab 12 v. Chr.   | 15. August 1991    | 37              |
| BW                                | Fränkisches Gräberfeld                                     | Hochemmerich Friedrich-Ebert-Straße Karte                          | | 5.–7. Jh.       | 15. Juli 1991      | 38              |
| ehem. Adelssitz Haus Kaldenhausen | ehem. Adelssitz Haus Kaldenhausen                          | Rumeln-Kaldenhausen Düsseldorfer Straße 136 Giesenfeldstraße Karte | | 1454 1          | 28. September 2000 | 49              |
| BW                                | Gräberfeld                                                 | Bergheim Moerser Straße 292 Karte                                  | Spätrömisches bis frühmittelalterliches Gräberfeld in Oestrum |                 | 14. Januar 2015    | 55              |
| BW                                | Vicus Asciburgium Süd                                      | Bergheim Asberger Straße 36–72 Karte                               | römische Zivilsiedlung |                 | 7. Dezember 2018   | 56              |

### Süd
| Bild | Bezeichnung                                           | Lage                                                          | Beschreibung                                                         | Bauzeit         | Eingetragen seit  | Denkmal- nummer |
| --- | ----------------------------------------------------- | ------------------------------------------------------------- | -------------------------------------------------------------------- | --------------- | ----------------- | --------------- |
| weitere Bilder | Wasserburg Haus Angerort                              | Hüttenheim keine Straße Karte                                 |                                                                      | vmtl. 11. Jh.   | 27. Juni 1991     | 23              |
| Wasserburg Haus Böckum | Wasserburg Haus Böckum                                | Huckingen Böckumer Burgweg 61 Karte                           |                                                                      | 1369 1          | 27. Juni 1991     | 24              |
| BW | Niederungsmotte Biegerhof                             | Huckingen Spickerstraße 50 Karte                              |                                                                      | vmtl. 5.–8. Jh. | 2. Juli 1991      | 25              |
| [[Vorlage:Bilderwunsch/code!/C:51.36489,6.69949!/D:Reste eines Gräberfeldes und einer römischen Siedlung, Im Eichwäldchen Im Haselbusch Hirtenweg u.w.!/\|BW]] | Reste eines Gräberfeldes und einer römischen Siedlung | Mündelheim Im Eichwäldchen Im Haselbusch Hirtenweg u.w. Karte | Überreste eines Gräberfeldes und einer römischen Siedlung in Ehingen |                 | 16. Juli 1991     | 35              |
| [[Vorlage:Bilderwunsch/code!/C:51.356326,6.744765!/D:Eisenzeitliche Siedlung, Düsseldorfer Landstraße Zur Sandmühle 2!/\|BW]]                                  | Eisenzeitliche Siedlung                               | Huckingen Düsseldorfer Landstraße Zur Sandmühle 2 Karte       |                                                                      | 750–400 v. Chr. | 29. Mai 1995      | 45              |
| weitere Bilder | Sandmühle                                             | Huckingen Düsseldorfer Landstraße 415 Karte                   |                                                                      | 1448 1          | 29. Mai 1995      | 46              |
| BW | Verlohrer Kirchweg                                    | Huckingen Karte                                               |                                                                      |                 | 10. März 2010     | 50              |
| | Böckumer Leitgraben                                   | Huckingen Düsseldorfer Landstraße                             |                                                                      |                 | 21. November 2013 | 51              |

### Walsum
| Bild           | Bezeichnung                                  | Lage                         | Beschreibung | Bauzeit | Eingetragen seit | Denkmal- nummer |
| -------------- | -------------------------------------------- | ---------------------------- | ------------ | ------- | ---------------- | --------------- |
| weitere Bilder | Fundamentreste der Pfarrkirche St. Dionysius | Alt-Walsum Kirchstraße Karte |              | 9. Jh.  | 17. Mai 1991     | 13              |